# Pasquino Corso
Pasquino Corso noto anche come Pasquino da Perugia o Pasquino di Sia (Ota, ... – Roma, 15 luglio 1532) è stato un condottiero e capitano di ventura italiano, nativo della Corsica.

## Biografia
Nativo di Ota nella pieve di Sia in Corsica (e non di Perugia come è scritto in alcune fonti della sua epoca), oltre al luogo di nascita discordante fino al 1514 non si sa nulla della sua vita.
Nell'agosto di quell'anno partecipò agli ordini di Renzo degli Anguillara alla battaglia di Ombriano nei pressi di Crema, in seguito militò nelle Bande Nere organizzate dal capitano di ventura Giovanni di Giovanni de' Medici fino al 1526.
Nel giugno del 1526 si spostò a Siena che tentò di conquistare entrando da Porta Camollia con 800-1.000 uomini, ma venne messo in fuga dalle armate senesi
Nel 1529 si trovava a Firenze al comando di 2.000 mercenari còrsi che seguirono gli ordini di Malatesta Baglioni invece di ubbidire all'autorità cittadina, venendo quindi spostati ad agosto a Cortona. In seguito egli protestò per il ritardo nelle paghe.
Nel settembre venne trasferito a Ossaia di Cortona, nell'Aretino, assieme ad Amico da Venafro, ma poco dopo i due capitani di ventura lasciarono la località a causa di un'epidemia di peste che aveva colpito alcuni fanti ai loro ordini.
Nell'ottobre del 1530 era di nuovo a Firenze assediata dove  predispose la difesa di Porta San Giorgio.
A novembre era a Empoli, località che lasciò a metà mese per tornare a Firenze. A dicembre assieme ad Amico d'Arsoli ottenne l'incarico di difendere Lastra a Signa dalle truppe guidate da Carlo V durante l'assedio imperiale-spagnolo .
All'inizio del 1530 sollecitò pagamenti anticipati, minacciando di abbandonare la difesa di Firenze, nel marzo venne recluso da Francesco Ferrucci nel Carcere delle Stinche, ma venne liberato poco dopo dagli stessi fiorentini.
Nel 1531 si trasferì a Roma al servizio di papa Clemente VII della famiglia Medici a comandare la milizia corsa al servizio del papa, antesignana della Guardia corsa papale.
Morì a Roma il 15 luglio 1532 e venne sepolto nella Basilica di San Crisogono, chiesa nazionale dei corsi,
situata a Trastevere, il rione dove la maggior parte degli immigrati corsi si erano stabiliti nel XVI secolo 

Sulla parete della navata destra, vicino alla seconda colonna, si trova una targa commemorativa, posta 15 anni dopo la sua morte, in occasione della morte di sua figlia Lucrezia, con la seguente iscrizione latina: